# Kevin McNally
Kevin Robert McNally (Bristol, 27 de Abril de 1956) é um ator e comediante britânico conhecido por sua atuação na franquia cinematográfica Pirates of the Caribbean (atuando como Joshamee Gibbs, o Primeiro Oficial de Sparrow, associado e seu melhor amigo).  
Ele cresceu em Birmingham, onde ele participou de Redhill e Mapledene e Grammar School for Boys Central. Com a idade de 16 anos, ele conseguiu seu primeiro emprego em Birmingham Repertory Theatre.Um ano depois, ele recebeu uma bolsa de estudos para a Academia Real de Arte Dramática. Em 1975 ele ganhou a medalha de ouro de Melhor Ator por sua atuação em Bancroft. Performances de palco mais notáveis de McNally em West End de Londres incluem o seu aparecimento como Alan Bennett com Maggie Smith em The Lady in the Van. Ele também estrelou como Richard em Terry Johnson 'Dead engraçado' no Teatro Savoy, também dublou Robert Faulkner no jogo Assassin's Creed III.